# Юнацька збірна Індонезії з футболу (U-17)
Юнацька збірна Індонезії з футболу (U-17) — національна футбольна збірна Індонезії, що складається із гравців віком до 17 років. Керівництво командою здійснює Футбольна асоціація Індонезії.
Головним континентальним турніром для команди є Юнацький кубок Азії, який з 2008 року розігрується серед команд з віковим обмеженням до 16 років і успішний виступ на якому дозволяє отримати путівку на Чемпіонат світу (U-17). Також може брати участь у товариських і регіональних змаганнях, зокрема у Юнацькому чемпіонаті АФФ з футболу (U-16), юнацькій першості серед країн, що входять до Федерації футболу АСЕАН.
Протягом 1980-х років брала участь у відбіркових турнірах на світову першість у форматі U-16.

## Виступи на міжнародних турнірах

### Юнацький чемпіонат світу (U-17)
| Юнацький чемпіонат світу | Юнацький чемпіонат світу          | Юнацький чемпіонат світу          | Юнацький чемпіонат світу          | Юнацький чемпіонат світу          | Юнацький чемпіонат світу          | Юнацький чемпіонат світу          | Юнацький чемпіонат світу          | Юнацький чемпіонат світу          |                        | Кваліфікації           | Кваліфікації           | Кваліфікації           | Кваліфікації           | Кваліфікації           | Кваліфікації |
| ------------------------ | --------------------------------- | --------------------------------- | --------------------------------- | --------------------------------- | --------------------------------- | --------------------------------- | --------------------------------- | --------------------------------- | ---------------------- | ---------------------- | ---------------------- | ---------------------- | ---------------------- | ---------------------- | ------------ |
| Господар / Рік           | Результат                         | Місце                             | І                                 | В                                 | Н                                 | П                                 | Г+                                | Г-                                | І                      | В                      | Н                      | П                      | Г+                     | Г-                     |              |
| 1985                     | не кваліфікувалася                | не кваліфікувалася                | не кваліфікувалася                | не кваліфікувалася                | не кваліфікувалася                | не кваліфікувалася                | не кваліфікувалася                | не кваліфікувалася                | N/A                    | N/A                    | N/A                    | N/A                    | N/A                    | N/A                    |              |
| 1987                     | не кваліфікувалася                | не кваліфікувалася                | не кваліфікувалася                | не кваліфікувалася                | не кваліфікувалася                | не кваліфікувалася                | не кваліфікувалася                | не кваліфікувалася                | 3                      | 0                      | 0                      | 3                      | 2                      | 8                      |              |
| 1989                     | не кваліфікувалася                | не кваліфікувалася                | не кваліфікувалася                | не кваліфікувалася                | не кваліфікувалася                | не кваліфікувалася                | не кваліфікувалася                | не кваліфікувалася                | 4                      | 0                      | 1                      | 3                      | 3                      | 5                      |              |
| 1991                     | не кваліфікувалася                | не кваліфікувалася                | не кваліфікувалася                | не кваліфікувалася                | не кваліфікувалася                | не кваліфікувалася                | не кваліфікувалася                | не кваліфікувалася                | 4                      | 0                      | 2                      | 2                      | 1                      | 8                      |              |
| 1993                     | не кваліфікувалася                | не кваліфікувалася                | не кваліфікувалася                | не кваліфікувалася                | не кваліфікувалася                | не кваліфікувалася                | не кваліфікувалася                | не кваліфікувалася                | 3                      | 2                      | 0                      | 1                      | 3                      | 5                      |              |
| 1995                     | не кваліфікувалася                | не кваліфікувалася                | не кваліфікувалася                | не кваліфікувалася                | не кваліфікувалася                | не кваліфікувалася                | не кваліфікувалася                | не кваліфікувалася                | N/A                    | N/A                    | N/A                    | N/A                    | N/A                    | N/A                    |              |
| 1997                     | не кваліфікувалася                | не кваліфікувалася                | не кваліфікувалася                | не кваліфікувалася                | не кваліфікувалася                | не кваліфікувалася                | не кваліфікувалася                | не кваліфікувалася                | N/A                    | N/A                    | N/A                    | N/A                    | N/A                    | N/A                    |              |
| 1999                     | не кваліфікувалася                | не кваліфікувалася                | не кваліфікувалася                | не кваліфікувалася                | не кваліфікувалася                | не кваліфікувалася                | не кваліфікувалася                | не кваліфікувалася                | 3                      | 1                      | 1                      | 1                      | 8                      | 8                      |              |
| 2001                     | не кваліфікувалася                | не кваліфікувалася                | не кваліфікувалася                | не кваліфікувалася                | не кваліфікувалася                | не кваліфікувалася                | не кваліфікувалася                | не кваліфікувалася                | 3                      | 2                      | 0                      | 1                      | 15                     | 16                     |              |
| 2003                     | не кваліфікувалася                | не кваліфікувалася                | не кваліфікувалася                | не кваліфікувалася                | не кваліфікувалася                | не кваліфікувалася                | не кваліфікувалася                | не кваліфікувалася                | 2                      | 0                      | 2                      | 0                      | 2                      | 2                      |              |
| 2005                     | не кваліфікувалася                | не кваліфікувалася                | не кваліфікувалася                | не кваліфікувалася                | не кваліфікувалася                | не кваліфікувалася                | не кваліфікувалася                | не кваліфікувалася                | 2                      | 0                      | 1                      | 1                      | 2                      | 4                      |              |
| 2007                     | відмовилися від участі            | відмовилися від участі            | відмовилися від участі            | відмовилися від участі            | відмовилися від участі            | відмовилися від участі            | відмовилися від участі            | відмовилися від участі            | відмовилися від участі | відмовилися від участі | відмовилися від участі | відмовилися від участі | відмовилися від участі | відмовилися від участі |              |
| 2009                     | не кваліфікувалася                | не кваліфікувалася                | не кваліфікувалася                | не кваліфікувалася                | не кваліфікувалася                | не кваліфікувалася                | не кваліфікувалася                | не кваліфікувалася                | 8                      | 3                      | 0                      | 5                      | 8                      | 16                     |              |
| 2011                     | не кваліфікувалася                | не кваліфікувалася                | не кваліфікувалася                | не кваліфікувалася                | не кваліфікувалася                | не кваліфікувалася                | не кваліфікувалася                | не кваліфікувалася                | 7                      | 3                      | 1                      | 3                      | 14                     | 8                      |              |
| 2013                     | не кваліфікувалася                | не кваліфікувалася                | не кваліфікувалася                | не кваліфікувалася                | не кваліфікувалася                | не кваліфікувалася                | не кваліфікувалася                | не кваліфікувалася                | 5                      | 3                      | 0                      | 2                      | 26                     | 10                     |              |
| 2015                     | не кваліфікувалася                | не кваліфікувалася                | не кваліфікувалася                | не кваліфікувалася                | не кваліфікувалася                | не кваліфікувалася                | не кваліфікувалася                | не кваліфікувалася                | 3                      | 0                      | 1                      | 2                      | 1                      | 5                      |              |
| 2017                     | дискваліфікована за рішенням ФІФА | дискваліфікована за рішенням ФІФА | дискваліфікована за рішенням ФІФА | дискваліфікована за рішенням ФІФА | дискваліфікована за рішенням ФІФА | дискваліфікована за рішенням ФІФА | дискваліфікована за рішенням ФІФА | дискваліфікована за рішенням ФІФА | дискваліфікована       | дискваліфікована       | дискваліфікована       | дискваліфікована       | дискваліфікована       | дискваліфікована       |              |
| 2019                     | не кваліфікувалася                | не кваліфікувалася                | не кваліфікувалася                | не кваліфікувалася                | не кваліфікувалася                | не кваліфікувалася                | не кваліфікувалася                | не кваліфікувалася                | 8                      | 5                      | 2                      | 1                      | 30                     | 5                      |              |
| 2021                     | не визначено                      | не визначено                      | не визначено                      | не визначено                      | не визначено                      | не визначено                      | не визначено                      | не визначено                      |                        |                        |                        |                        |                        |                        |              |
| Усього                   | 0/19                              | –                                 | 0                                 | 0                                 | 0                                 | 0                                 | 0                                 | 0                                 |                        | 52                     | 19                     | 11                     | 25                     | 115                    | 100          |

### Юнацький кубок Азії з футболу
| Юнацький кубок Азії | Юнацький кубок Азії                 | Юнацький кубок Азії               | Юнацький кубок Азії               | Юнацький кубок Азії               | Юнацький кубок Азії               | Юнацький кубок Азії               | Юнацький кубок Азії               | Юнацький кубок Азії               |                        | Кваліфікації           | Кваліфікації           | Кваліфікації           | Кваліфікації           | Кваліфікації           | Кваліфікації           |
| ------------------- | ----------------------------------- | --------------------------------- | --------------------------------- | --------------------------------- | --------------------------------- | --------------------------------- | --------------------------------- | --------------------------------- | ---------------------- | ---------------------- | ---------------------- | ---------------------- | ---------------------- | ---------------------- | ---------------------- |
| Господар / Рік      | Результат                           | Місце                             | І                                 | В                                 | Н                                 | П                                 | Г+                                | Г-                                | І                      | В                      | Н                      | П                      | Г+                     | Г-                     |                        |
| 1985                | відмовилися від участі              | відмовилися від участі            | відмовилися від участі            | відмовилися від участі            | відмовилися від участі            | відмовилися від участі            | відмовилися від участі            | відмовилися від участі            | відмовилися від участі | відмовилися від участі | відмовилися від участі | відмовилися від участі | відмовилися від участі | відмовилися від участі | відмовилися від участі |
| 1986                | груповий етап                       | 8-е                               | 3                                 | 0                                 | 0                                 | 3                                 | 2                                 | 8                                 | N/A                    | N/A                    | N/A                    | N/A                    | N/A                    | N/A                    |                        |
| 1988                | груповий етап                       | 10-е                              | 4                                 | 0                                 | 1                                 | 3                                 | 3                                 | 15                                | N/A                    | N/A                    | N/A                    | N/A                    | N/A                    | N/A                    |                        |
| 1990                | четверте місце                      | 4-е                               | 4                                 | 0                                 | 2                                 | 2                                 | 1                                 | 8                                 | N/A                    | N/A                    | N/A                    | N/A                    | N/A                    | N/A                    |                        |
| 1992                | не кваліфікувалася                  | не кваліфікувалася                | не кваліфікувалася                | не кваліфікувалася                | не кваліфікувалася                | не кваліфікувалася                | не кваліфікувалася                | не кваліфікувалася                | 3                      | 2                      | 0                      | 1                      | 3                      | 5                      |                        |
| 1994                | не кваліфікувалася                  | не кваліфікувалася                | не кваліфікувалася                | не кваліфікувалася                | не кваліфікувалася                | не кваліфікувалася                | не кваліфікувалася                | не кваліфікувалася                | N/A                    | N/A                    | N/A                    | N/A                    | N/A                    | N/A                    |                        |
| 1996                | не кваліфікувалася                  | не кваліфікувалася                | не кваліфікувалася                | не кваліфікувалася                | не кваліфікувалася                | не кваліфікувалася                | не кваліфікувалася                | не кваліфікувалася                | N/A                    | N/A                    | N/A                    | N/A                    | N/A                    | N/A                    |                        |
| 1998                | не кваліфікувалася                  | не кваліфікувалася                | не кваліфікувалася                | не кваліфікувалася                | не кваліфікувалася                | не кваліфікувалася                | не кваліфікувалася                | не кваліфікувалася                | 3                      | 1                      | 1                      | 1                      | 8                      | 8                      |                        |
| 2000                | не кваліфікувалася                  | не кваліфікувалася                | не кваліфікувалася                | не кваліфікувалася                | не кваліфікувалася                | не кваліфікувалася                | не кваліфікувалася                | не кваліфікувалася                | 3                      | 2                      | 0                      | 1                      | 15                     | 16                     |                        |
| 2002                | не кваліфікувалася                  | не кваліфікувалася                | не кваліфікувалася                | не кваліфікувалася                | не кваліфікувалася                | не кваліфікувалася                | не кваліфікувалася                | не кваліфікувалася                | 2                      | 0                      | 2                      | 0                      | 2                      | 2                      |                        |
| 2004                | не кваліфікувалася                  | не кваліфікувалася                | не кваліфікувалася                | не кваліфікувалася                | не кваліфікувалася                | не кваліфікувалася                | не кваліфікувалася                | не кваліфікувалася                | 2                      | 0                      | 1                      | 1                      | 2                      | 4                      |                        |
| 2006                | відмовилися від участі              | відмовилися від участі            | відмовилися від участі            | відмовилися від участі            | відмовилися від участі            | відмовилися від участі            | відмовилися від участі            | відмовилися від участі            | відмовилися від участі | відмовилися від участі | відмовилися від участі | відмовилися від участі | відмовилися від участі | відмовилися від участі |                        |
| 2008                | груповий етап                       | 14-е                              | 3                                 | 0                                 | 0                                 | 3                                 | 1                                 | 12                                | 5                      | 3                      | 0                      | 2                      | 7                      | 4                      |                        |
| 2010                | груповий етап                       | 11-е                              | 3                                 | 1                                 | 0                                 | 2                                 | 4                                 | 5                                 | 4                      | 2                      | 1                      | 1                      | 10                     | 3                      |                        |
| 2012                | не кваліфікувалася                  | не кваліфікувалася                | не кваліфікувалася                | не кваліфікувалася                | не кваліфікувалася                | не кваліфікувалася                | не кваліфікувалася                | не кваліфікувалася                | 5                      | 3                      | 0                      | 2                      | 26                     | 10                     |                        |
| 2014                | не кваліфікувалася                  | не кваліфікувалася                | не кваліфікувалася                | не кваліфікувалася                | не кваліфікувалася                | не кваліфікувалася                | не кваліфікувалася                | не кваліфікувалася                | 3                      | 0                      | 1                      | 2                      | 1                      | 5                      |                        |
| 2016                | дискваліфікована за рішенням ФІФА   | дискваліфікована за рішенням ФІФА | дискваліфікована за рішенням ФІФА | дискваліфікована за рішенням ФІФА | дискваліфікована за рішенням ФІФА | дискваліфікована за рішенням ФІФА | дискваліфікована за рішенням ФІФА | дискваліфікована за рішенням ФІФА | дискваліфікована       | дискваліфікована       | дискваліфікована       | дискваліфікована       | дискваліфікована       | дискваліфікована       |                        |
| 2018                | чвертьфінали                        | 6-е                               | 4                                 | 1                                 | 2                                 | 1                                 | 5                                 | 4                                 | 4                      | 4                      | 0                      | 0                      | 25                     | 1                      |                        |
| 2020                | кваліфікувалася                     | кваліфікувалася                   | кваліфікувалася                   | кваліфікувалася                   | кваліфікувалася                   | кваліфікувалася                   | кваліфікувалася                   | кваліфікувалася                   |                        | 4                      | 3                      | 1                      | 0                      | 27                     | 1                      |
| Усього              | Найкращий результат: четверте місце | 6/18                              | 21                                | 2                                 | 5                                 | 14                                | 16                                | 52                                |                        | 38                     | 20                     | 7                      | 11                     | 126                    | 59                     |

### Юнацький чемпіонат АФФ
| Юнацький чемпіонат АФФ | Юнацький чемпіонат АФФ            | Юнацький чемпіонат АФФ            | Юнацький чемпіонат АФФ            | Юнацький чемпіонат АФФ            | Юнацький чемпіонат АФФ            | Юнацький чемпіонат АФФ            | Юнацький чемпіонат АФФ            | Юнацький чемпіонат АФФ            |
| ---------------------- | --------------------------------- | --------------------------------- | --------------------------------- | --------------------------------- | --------------------------------- | --------------------------------- | --------------------------------- | --------------------------------- |
| Господар / Рік         | Результат                         | Місце                             | І                                 | В                                 | Н                                 | П                                 | Г+                                | Г-                                |
| 2002                   | третє місце                       | 3-є                               | 6                                 | 3                                 | 1                                 | 2                                 | 9                                 | 8                                 |
| 2005                   | груповий етап                     | 7-е                               | 2                                 | 0                                 | 0                                 | 2                                 | 3                                 | 9                                 |
| 2006                   | не брала участь                   | не брала участь                   | не брала участь                   | не брала участь                   | не брала участь                   | не брала участь                   | не брала участь                   | не брала участь                   |
| 2007                   | четверте місце                    | 4-е                               | 6                                 | 2                                 | 3                                 | 1                                 | 8                                 | 7                                 |
| 2008                   | груповий етап                     | 5-е                               | 4                                 | 0                                 | 1                                 | 3                                 | 1                                 | 11                                |
| 2009                   | скасовано                         | скасовано                         | скасовано                         | скасовано                         | скасовано                         | скасовано                         | скасовано                         | скасовано                         |
| 2010                   | четверте місце                    | 4-е                               | 4                                 | 1                                 | 0                                 | 3                                 | 2                                 | 5                                 |
| 2011                   | груповий етап                     | 8-е                               | 4                                 | 0                                 | 2                                 | 2                                 | 4                                 | 8                                 |
| 2012                   | не брала участь                   | не брала участь                   | не брала участь                   | не брала участь                   | не брала участь                   | не брала участь                   | не брала участь                   | не брала участь                   |
| 2013                   | віце-чемпіон                      | 2-е                               | 6                                 | 2                                 | 4                                 | 0                                 | 10                                | 4                                 |
| 2014                   | скасовано                         | скасовано                         | скасовано                         | скасовано                         | скасовано                         | скасовано                         | скасовано                         | скасовано                         |
| 2015                   | дискваліфікована за рішенням ФІФА | дискваліфікована за рішенням ФІФА | дискваліфікована за рішенням ФІФА | дискваліфікована за рішенням ФІФА | дискваліфікована за рішенням ФІФА | дискваліфікована за рішенням ФІФА | дискваліфікована за рішенням ФІФА | дискваліфікована за рішенням ФІФА |
| 2016                   | дискваліфікована за рішенням ФІФА | дискваліфікована за рішенням ФІФА | дискваліфікована за рішенням ФІФА | дискваліфікована за рішенням ФІФА | дискваліфікована за рішенням ФІФА | дискваліфікована за рішенням ФІФА | дискваліфікована за рішенням ФІФА | дискваліфікована за рішенням ФІФА |
| 2017                   | груповий етап                     | 9-е                               | 5                                 | 1                                 | 1                                 | 3                                 | 7                                 | 13                                |
| 2018                   | переможець                        | 1-е                               | 7                                 | 6                                 | 1                                 | 0                                 | 23                                | 4                                 |
| 2019                   | третє місце                       | 3-є                               | 7                                 | 4                                 | 2                                 | 1                                 | 15                                | 3                                 |
| 2020                   | не визначено                      |                                   |                                   |                                   |                                   |                                   |                                   |                                   |
| Усього                 | Найкращий результат: чемпіони     | 7/16                              | 51                                | 19                                | 15                                | 17                                | 82                                | 72                                |